# Heinrich Heß (Kanute)
Heinrich Heß (* 27. Februar 1928 in Saarbrücken; † 18. August 1993 in Völklingen) war ein deutscher Kanute, der für das Saarland antrat.

## Biografie
Heinrich Heß gehörte der saarländischen Delegation bei den Olympischen Sommerspielen 1952 in Helsinki an. Zusammen mit Kurt Zimmer startete er im Zweier-Kajak über  10.000 Meter, wo sie den zwölften Rang belegten. Am Folgetag schied das Duo im Rennen über 1000 Meter im Vorlauf aus. Zwei Jahre später nahmen die beiden an den Weltmeisterschaften 1954 teil.